# Salzburg Open 2024
Il Salzburg Open 2024 è stato un torneo maschile di tennis professionistico. È stata la 7ª edizione del torneo, facente parte della categoria Challenger 125 nell'ambito dell'ATP Challenger Tour 2024, con un montepremi di 148 000 €. Si è giocato dall'8 al 14 luglio 2024 sui campi in terra rossa del 1. Salzburger Tennis Club di Salisburgo, in Austria.

## Partecipanti

### Teste di serie
| Nazionalità | Giocatore              | Ranking* | Testa di serie |
| ----------- | ---------------------- | -------- | -------------- |
| Argentina   | Federico Coria         | 72       | 1              |
| Giappone    | Tarō Daniel            | 84       | 2              |
| Brasile     | Thiago Monteiro        | 86       | 3              |
| Rep. Ceca   | Vít Kopřiva            | 123      | 4              |
| Serbia      | Hamad Međedović        | 126      | 5              |
| Argentina   | Thiago Agustín Tirante | 127      | 6              |
| Regno Unito | Jan Choinski           | 174      | 7              |
| Svizzera    | Alexander Ritschard    | 175      | 8              |

* Ranking al 1º luglio 2024.

### Altri partecipanti
I seguenti giocatori hanno ricevuto una wild card per il tabellone principale:
- Sandro Kopp
- Neil Oberleitner
- Joel Josef Schwärzler

I seguenti giocatori sono entrati in tabellone come alternate:
- Zdeněk Kolář
- Jérôme Kym

I seguenti giocatori sono passati dalle qualificazioni:
- David Jordà Sanchis
- Toby Kodat
- Blaž Rola
- David Pichler
- Adrian Oetzbach
- Johan Nikles

## Punti e montepremi
| Torneo    | Torneo              | V      | F      | SF    | QF    | 2T    | 1T    | Q | Q2  | Q1  |
| Singolare | Punti               | 125    | 64     | 35    | 16    | 8     | 0     | 5 | 3   | 0   |
| Singolare | Premi in denaro (€) | 19 650 | 11 570 | 6 850 | 3 990 | 2 345 | 1 420 | – | 710 | 355 |
| Doppio    | Punti               | 125    | 64     | 35    | 16    | –     | 0     | – | –   | –   |
| Doppio    | Premi in denaro (€) | 8 420  | 4 900  | 2 940 | 1 750 | –     | 990   | – | –   | –   |

## Campioni

### Singolare
Alexander Ritschard ha sconfitto in finale  Kyrian Jacquet con il punteggio di 6–4, 6–2.

### Doppio
Manuel Guinard /  Grégoire Jacq hanno sconfitto in finale  Petr Nouza /  Patrik Rikl con il punteggio di 2–6, 6–3, [14–12].